# علم الأصداف

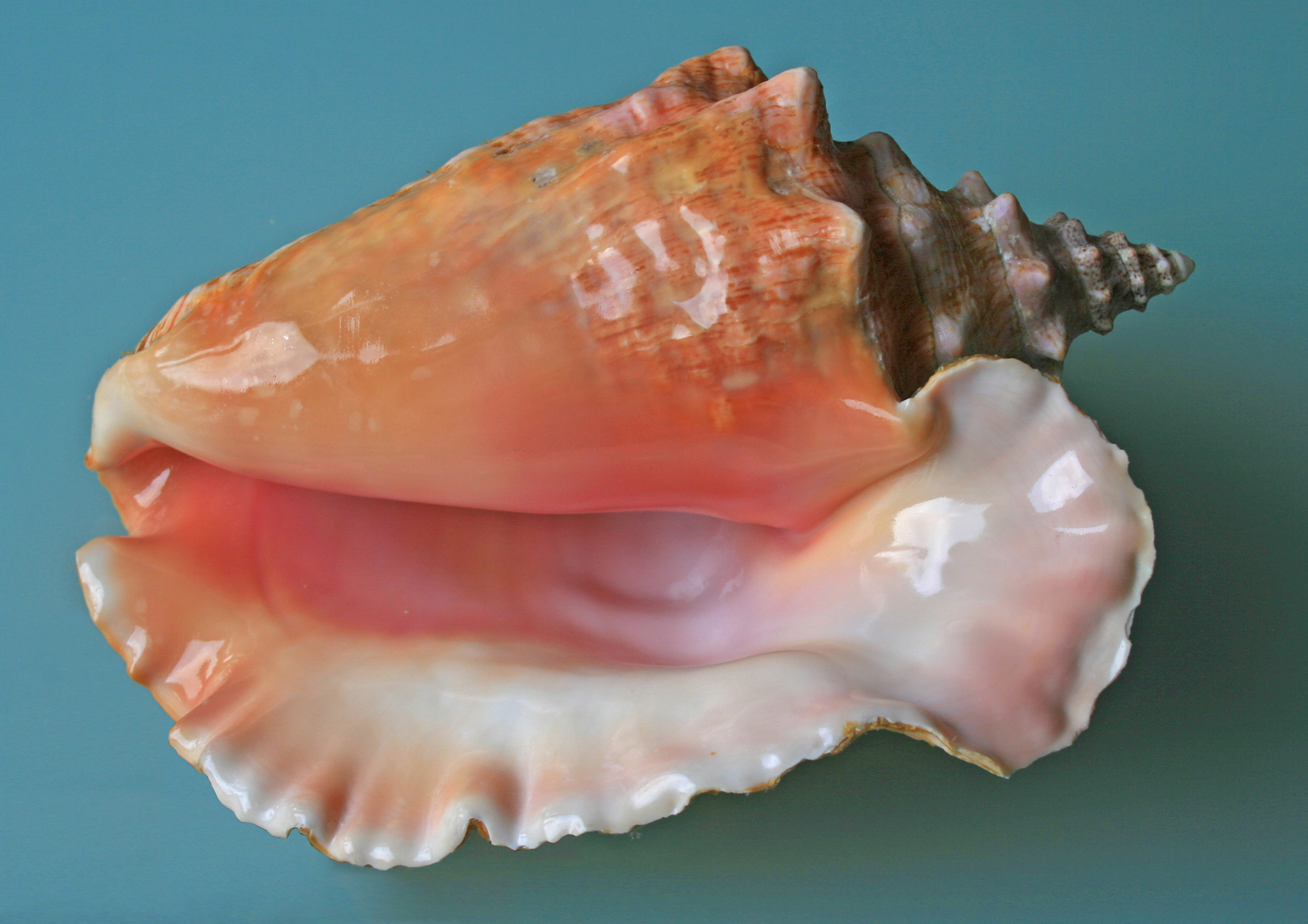
صدفة المحارة الملكة

عِلمُ الأصداف أو علم القواقع (بالإنجليزية: Conchology) (اشتق اسم هذا العلم من (اللغة الإغريقية (ب[κόγχος] خطأ: {{اللغة-؟؟}}: النص يحتوي على علامة مائلة (مساعدة)) - حيث تعني كلمة conchos «قواقع»)، ويُعنى هذا العلم بدراسة أصداف الرخويات، وهو أحد فروع علم الرخويات. ففي حين يعنى علم الرخويات بدراسة الرخويات وأصولها، إلا أن علم الأصداف يُعنى بدراسة أصداف الرخويات فحسب. ويشمل ذلك دراسة أصداف الرخويات الأرضية ورخويات المياه العذبة، إضافة إلى دراسة الغطاء الخيشومي لبطنيات القدم.
يُنظر الآن إلى علم الأصداف على أنه دراسات قديمة، لأنه اقتصر على جانب واحد من تشكل الكائن الحي فحسب، وقد يكون هذا الأمر مضلل. لكن يمكننا القول أن الصدفة قد تعطينا بعض الدلالات عن تصنيف الرخويات. تاريخياً، كانت الأصداف هل الجزء الوحيد المتاح من أنواع المخلوقات الغريبة المتاحة للدراسة. حتى في مجموعات المتحف الحالي فإنه من الشائع للمادة الجافة (قذائف) لتتجاوز إلى حد كبير كمية من المواد التي يتم الاحتفاظ كله في الكحول.

## مجال دراسة علم الأصداف
يتعامل الدارسون والعلماء المختصون بالأصداف مع أربع رتب رئيسية للرخويات:
- بطنيات القدم - الحلزونات
- ثنائيات الصدفة - المحار
- عديدة الأصداف
- ذات القدميات المجوفة (الأصداف النابية)

للرأسقدميات أصداف داخلية صغيرة فقط، باستثناء النوتويد. هذا وقد فقدت بعض الأنواع صدفاتها تماماً، في حين استبدلت أصداف أنواع أخرى بهيكل بروتيني داعم.

## نبذة تاريخية
كانت الرخويات تشكّل مصدر غذاء للرئيسيات. هذا وتعتبر عملية جمع الأصداف بداية تطور علم الأصداف والتي بدأ بها البشر الذين كانوا يقطنون بالقرب من من الشواطئ. تم العثور على قلائد مصنوعة من الأصداف من العصر الحجري، وقد وجد بعضها في مناطق بعيدة عن المحيطات، ما يدل على أنها كانت تبادل في التجارة. وجدت المجوهرات المصنوعة من الأصداف في كافة المواقع الأثرية تقريباً، بما في ذلك أطلال الأزتيك والحفريات القديمة في الصين وحضارة وادي السند.
في عصر النهضة، بدأ الناس بالاهتمام بالقيم الجمالية للمواد الطبيعية، فقد جمعوها وصنفوها في ما عرف بـ «خزائن الفضول». وقد شكلت الأصداف جزءاً من هذه المجموعات لما تتمتع به من جاذبية وتنوع وقوة تحمل. هذا وقد بدأ الاهتمام بالأصداف علمياً أواخر القرن السابع عشر. نشر «مارتن ليستر» مطبوعة بعنوان "Historia Conchyliorum" في الفترة من 1685-1692. وهو أول نص شامل عن الأصداف، تضمن أكثر من 1000 لوحة محفورة (نقوش).

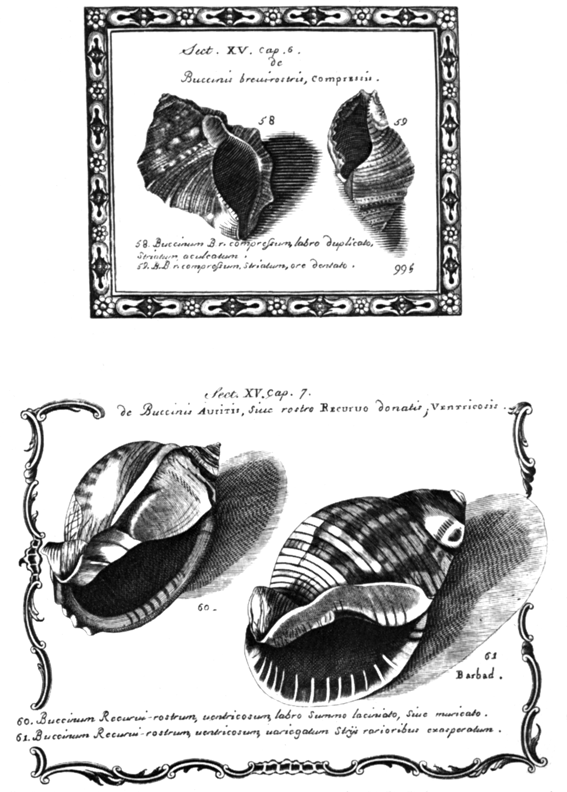
صفيحة من كتاب مارتن ليستر تبين أصداف "buccinis".

نشر «جورج رومف» أو «رامفيوس» (1627–1702)أول تصنيف عن الرخويات. وقد اقترح فيه التصنيفات التالية:
- أحادية الصدفة - مثل (عديدة الأصداف والبطلينوس وأذن البحر).
- القواقع - مثل (بطنيات القدم).
- ثنائية الصدفة - (ثنائيات الصدفة).

هذا وقد استخدم كارلوس لينيوس العديد من مصطلحات رومف في تصنيفه للكائنات الحية. ويشار هنا إلى أن رامف قد واصل القيام بأعمال علمية هامة حتى بعد إصابته بالعمى، اعتماداً على حاسة اللمس.
حدثت ثورة في دراسات علم الحيوان، بما في ذلك علم الأصداف على يد عالم التاريخ الطبيعي السويدي كارلوس لينيوس ونظامه الخاص بالتسمية الثنائية. وصف لينوس 683 حيوان على أنها من الرخويات من أصل 4000 نوع.
برز العديد من علماء المحاريات في القرنين الماضيين. فقد اشتهرت «أسرة سوربي» بجمع وتجارة وعرض الأصداف. كما يمكننا القول بأن «جون ماوي» (1764–1829) قد أصدر أول دليل في علم الأصداف. هناك أيضاً «هيو كامينغ» (1791–1865) والذي اشتهر لامتلاكه مجموعة ضخمة من أنواع عديدة ونادرة من الأصداف. كتب «توماس ساي» (1830-1834) كتاباً أساسياً بعنوان «علم الاصداف الأمريكية، أو وصف لأصداف أمريكا الشمالية، مزوداً بعدد من الرسومات الأصلية الملونة التي تحاكي الطبيعة» في ستة مجلدات.
أما أبرز علماء المحاريات في القرن العشرين فهو «ر. تاكر أبوت». وقد ألف عشرات الكتب، وكان مديراً لمتحف شل بيلي ماثيوز، ما أسهم في تعريف الجمهور بالأصداف والمحاريات من مختلف مناطق العالم. من أهم كتبه «مملكة الأصداف» و «أصداف من العالم».

## متاحف
تتضمن العديد من المتاحف في جميع أنحاء العالم مجموعات كبيرة جداً من الرخويات وهي مجموعات هامة من الناحية العلمية. هذا ويعتبر معظمها مجموعات خاصة بالبحث العلمي، وبالتالي لا يمكن لعامة الناس الوصول إليها بسهولة.
توجد أكبر مجموعة من أصداف الرخويات في مؤسسة سميثسونيان، التي تملك الملايين من العينات التي تمثّل حوالي 50000 نوع، في حين يوجد ما يقارب 35,000 نوع في مجموعات خاصة.

### الولايات المتحدة
- أكاديمية العلوم الطبيعية، فيلادلفيا، بنسيلفانيا.
- المتحف الأمريكي للتاريخ الطبيعي، نيويورك (ولاية).
- متحف بيلي ماثيوز للأصداف في سانيبل، فلوريدا، فلوريدا: المتحف الوحيد في العالم المخصص للأصداف فقط.
- متحف دنفر للطبيعة والعلوم، دنفر، كولورادو، كولورادو: يحوي حوالي 17500 عينة من الأصداف.
- متحف علم الحيوان المقارن في هارفارد، ماساتشوستس.
- المتحف الوطني للتاريخ الطبيعي، واشنطن العاصمة - يحوي متحف سميثسونيان للتاريخ الطبيعي أرقى وأفضل مجموعة من الأصداف في العالم.

### أوروبا
- النمسا، فيينا - متحف التاريخ الطبيعي
- بلجيكا، إقليم بروكسل العاصمة - المعهد الملكي البلجيكي للعلوم الطبيعية، يتضمن إحدى أكبر ثلاث مجموعات في العالم.
- فرنسا، باريس - المتحف الوطني للتاريخ الطبيعي
- ألمانيا، برلين - متحف هامبولت
- هولندا، ليدن - متحف التاريخ الطبيعي، ليدن
- السويد، ستوكهولم - المتحف السويدي للتاريخ الطبيعي
- المملكة المتحدة
  - لندن - متحف التاريخ الطبيعي
  - مانشستر - يحتوي محتف مانشستر على رابع أكبر مجموعة من أصداف الرخويات في بريطانيا، إذ تتضمن المجموعة حوالي 166,000 قطعة.[3]

## منظمات مختصة
هناك عدد من المنظمات المختصة بعلم الأصداف والعلماء المعنيين به في مختلف دول العالم، شأنه شأن فروع العلوم الأخرى، منها:
- الجمعية البلجيكية لعلم الأصداف[4]
- جمعية جامعي الأصداف الألمان والنمساويين[5]
- جمعية علم الأصداف في بريطانيا وإيرلندا[6]
- علماء الأصداف في أمريكا[7]
- علماء الأصداف في البرازيل
- الجمعية الهولندية للأصداف[8]

## الأصداف الزائفة
يشتري جامعو الأصداف أحياناً أصدافاً معدلة لتمثل أنواعاً جديدة أو أصنافاً ذات ألوان نادرة. هذا وقد عثر في القرون الماضية على أنواع زائفة من أصداف Epitonium المصنوعة من عجينة الأرز.

## تصوير الأصداف على طوابع البريد والعملات
ظهرت الأصداف على ما يزيد عن 5000 طابع بريد من مختلف دول العالم. كما وضعت صور الأصداف على العديد من القطع النقدية من دول مختلفة، ومن ذلك الدولار البهامي (1974)، والبيزو الكوبي (1981)، والجوردة الهايتية (1973)، والروبي النيبالي (1989) والبيسو الفلبيني (1993).

## روابط خارجية
- متحف بيلي ماثيوز للأصداف في سانيبل، فلوريدا
- موقع للهواة نسخة محفوظة 18 يوليو 2011 على موقع واي باك مشين.

### تنظيمات مختصة بعلم الأصداف
- علماء الأصداف في أمريكا
- جمعية علماء الأصداف في بريطانيا وإيرلندا
- جمعية جامعي الأصداف الألمان والنمساويين
- الجمعية البلجيكية لعلم الأصداف
- علماء الأصداف في البرازيل